# Гамбурзька вища школа музики і театру

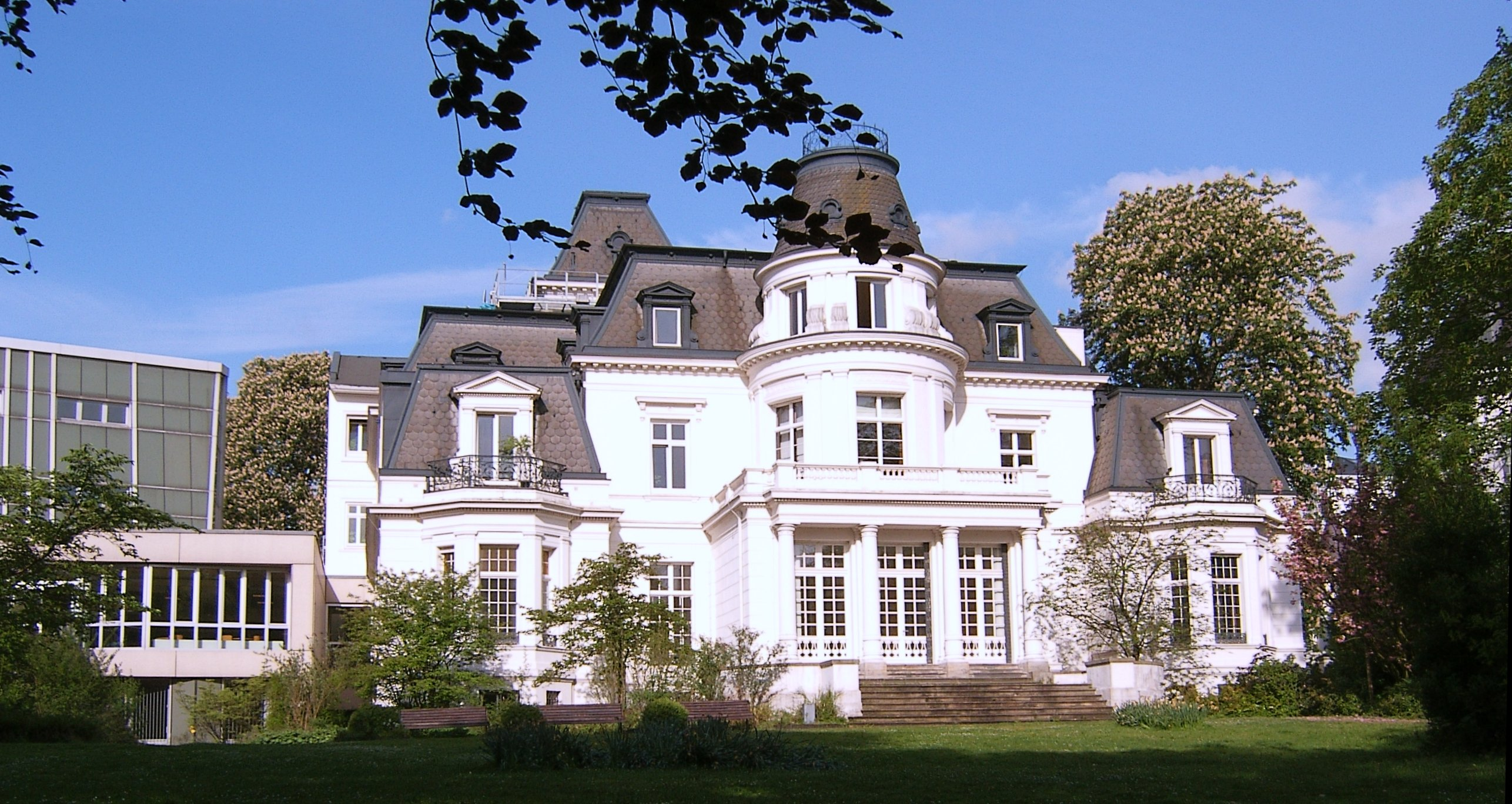
Будинок Гамбурзької вищої школи музики і театру

 Гамбурзька вища школа музики і театру (нім. Hochschule für Musik und Theater Hamburg) — консерваторія у Гамбурзі.
Заснована в 1950 році. за назвою Державна Вища школа музики (нім. Staatliche Hochschule für Musik), першим її керівником був відомий композитор Філіпп Ярнах. Під нинішнім найменуванням існує з 1991 року. 
Серед відомих музикантів, що викладали у консерваторії - композитори Дьордь Лігеті та Альфред Шнітке